# Comuna Vălcineț, Ocnița
Comuna Vălcineț este o comună din raionul Ocnița, Republica Moldova. Este formată din satele Vălcineț (sat-reședință) și Codreni.

## Demografie
Conform datelor recensământului din 2014, comuna are o populație de 2.162 de locuitori. La recensământul din 2004 erau 2.873 de locuitori.

## Administrație și politică
Componența Consiliului local Vălcineț (11 consilieri), ales la 5 noiembrie 2023, este următoarea:
|  | Partid                                       | Consilieri | Componență | Componență | Componență | Componență | Componență | Componență | Componență | Componență | Componență | Componență | Componență |
|  | -------------------------------------------- | ---------- | ---------- | ---------- | ---------- | ---------- | ---------- | ---------- | ---------- | ---------- | ---------- | ---------- | ---------- |
|  | Partidul Socialiștilor din Republica Moldova | 10         |            |            |            |            |            |            |            |            |            |            |            |